# Proserpine
Proserpine (LWV 58), es una tragédie en musique compuesta por Jean-Baptiste Lully con libreto de Philippe Quinault, estrenada el 3 de febrero de 1680, en Saint-Germain en Laye, con el siguiente reparto: Mlle Catherine Ferdinand (la Paz), Mlle Rebel (La Felicidad), Mlle Puvigné (La Abundancia ) Puvigné (la Discordia) y Mlle Claude Ferdinand (la Victoria) para el prólogo, Mlle Saint-Christophle (Ceres), Mlle Bony (Cyané), Arnoul (Crinise) Langeais (Mercurio), Mlle Catherine Ferdinand (Aretusa) Clédière (Alfeo), Mlle Claude Ferdinand (Proserpina), Gaye (Plutón), Morel (Ascalaphe) Godonesche (Júpiter), Le Maire, Puvigny y Desvoyes  (Las Furias).
Proserpine marca el comienzo de la colaboración de Jean Berain como decorador en lugar de Vigarani. Esta ópera despertó el entusiasmo de Madame de Sévigné, que escribió: "Está por encima de todas las demás" (carta del 9 de febrero de 1680).
La obra se representó varias veces después del estreno: en Fontainebleau, el 15 de noviembre de 1680, con motivo de la llegada de Marie-Anne-Christine-Victoire de Bavière, llamada la Grande Dauphine después de su matrimonio con el Delfín, el 7 de marzo del mismo año, y luego en el Teatro del Palais-Royal, el 16 de noviembre, y siguió representándose con regularidad a lo largo del siglo XVIII hasta el estallido de la Revolución Francesa.